# Canadian Screen Awards
Los Canadian Screen Awards (en francés: Les prix Écrans canadiens) son premios otorgados al mérito artístico y técnico en la industria cinematográfica que reconocen la excelencia en las producciones cinematográficas, televisivas en inglés y de medios digitales (series web) canadienses. Otorgados anualmente por la Academia de Cine y Televisión Canadiense, los premios reconocen la excelencia en los logros cinematográficos, según la evaluación de los miembros votantes de la Academia.
Son ampliamente considerados como el premio más prestigioso para los artistas y cineastas canadienses, a menudo denominados el equivalente de los Premios Óscar y los Premios Emmy en los Estados Unidos, los Premios BAFTA en el Reino Unido, los Premios César en Francia y los Premios Goya en España.